# Riccardo Lione
Riccardo Lione (Roma, 13 aprile 1972) è un giocatore di beach volley italiano che ha partecipato per ai Giochi olimpici di Pechino 2008 in coppia con Eugenio Amore. La coppia è stata eliminata al primo turno dopo aver perso le tre partite del girone.

## Biografia
Ha esordito nel Campionato Italiano il 25 giugno 1994. Ha disputato 53 tornei del Campionato Italiano, conquistando undici vittorie, altrettanti secondi posti e sei terzi posti. Si è laureato campione italiano nel 2004 e nel 2005.
A livello mondiale ha preso parte a 78 tornei del World Tour raggiungendo come miglior posizione il quarto posto (Acapulco nel 2005 ed Espinho nel 2006). Nel circuito europeo ha ottenuto un 2º posto (Alanya nel 2006) e due 3° posti (Vienna nel 1997 e Valencia nel 2005). Ha vinto la medaglia d'oro ai Giochi del Mediterraneo nel 2005.
Ha giocato anche a pallavolo in serie A per cinque anni militando nelle stagioni (1991-1992 e 1992-1993) a Roma, nelle stagioni 1993–1994 e 1994–1995 a Bologna e nella stagione 1995–1996 a Montichiari, dove ha conquistato anche il 3º posto in Coppa Italia.